# Atmos
Tomasz Balicki, med artistnamnet Atmos, född 1973 i Polen, är en svensk musikproducent och DJ inom psykedelisk och progressiv trance. Atmos blev känd genom låtarna Klein Aber Doctor (1999) och The Only Process (1998), som båda återfinns på flera samlingsalbum, bland annat Destination Goa & Goa Head.

## Diskografi
- Headcleaner (Spiral Trax; 2000)
- Overlap (som Atmos & Echö-lab; Flying Rhino Records; 2001)
- 2nd Brigade (Spiral Trax; 2004)
- Tour de Trance (Spiral Trax; 2008)
- 604 (Iboga Records; 2012)